# GÍ Gøta
Maillots
Le GÍ Gøta est un ancien club de football féroïen basé à Gøta.

## Historique
Le Gøtu Ítróttarfelag (club sportif de Gøta) est créé le 29 octobre 1926. En 1980, le club est promu en Formuladeildin et en est champion en 1983, réalisant ainsi cette année le premier doublé Coupe / Championnat de son histoire. 
Au début des années 1990, le club recrute de nombreux joueurs talentueux comme Jens Martin Knudsen ou John Petersen, avec l'ambition de dominer la scène nationale. Pari réussi puisque GÍ est sacré champion quatre fois de suite entre 1993 et 1996, et remporte deux fois la Løgmanssteypið en 1996 et 1997. Grâce à ses succès, le club participera sans interruption aux coupes européennes de 1993 à 2002. 
Début 2008, GÍ fusionne avec LÍF Leirvík et créé ainsi un nouveau club, le Víkingur.

## Palmarès
- Championnat des îles Féroé
  - Champion : 1983, 1986, 1993, 1994, 1995, 1996

- Coupe des îles Féroé
  - Vainqueur : 1983, 1985, 1996, 1997, 2000, 2005
  - Finaliste : 1984, 1990, 2003

## Participations aux coupes européennes
- - Coupe UEFA 1995-1996 - Premier tour
  - Coupe UEFA 1996-1997 - Premier tour